# Любомир Русев
Любомир Русев Минчев е български психолог, един от разпространителите на фройдизма в България.

## Биография
Роден е в Разград на 23 февруари 1902 година. Завършва гимназия в родния си град, а след това Софийския университет със специалност Философия и Педагогика. По време на Втората световна война на два пъти специализира в Берлин. В отделни периоди работи като учител, преподавател в учителски институт и като инспектор в училище. Има много публикации в списанията „Българско училище“, „Философски преглед“, „Училищен преглед“ и „Листопад“. Използва псевдонимите д-р Л. Минчев, д-р Л. Юлиянов, д-р М. Ю и Л.Р.
През 40-те, 50-те и 60-те години на ХХ в. публикува в сп. „Балкански преглед“, в. „Народ“, сп. „Природа“ и сп. „Начално образование“.

## Творчество
- Глад и либидо (1932)
- Художествената литература и психоанализата (1934)
- Наследственост и възпитание (1935)
- Войната като влечение към смъртта и сродяване с ужаса (1934)
- Педагогически речник (1936)
- Основи на религиозния живот (1937)
- Поезията на Яворов в психологична светлина (1939)

Статии
- Анкета за привичките на мислене, сп. Училищен преглед, кн. 3, 1928 – 1929
- Онанистичната невроза, сп. Българско училище, кн. 2, 1929
- Инстинкти и влечения, сп. Българско училище, кн. 7, 1930
- Психология на детето чудак, сп. Българско училище, 1931, кн. 7 – 8
- Психоанализ на Ботевото творчество, сп. Философски преглед, кн. 3, 1933, с. 223 – 239
- Аутизъм в лириката на Яворова, сп. Философски преглед, кн. 5, 1934, с. 345 – 366.
- Художествената литература и психоанализата, сп. Листопад, 1933, кн. 4-5

## За него
- Мавродиев, Ст. (2021). Психоаналитичното творчество на Любомир Русев. Унив. изд. Неофит Рилски.